# Midwinter Night's Mass
Midwinter Night's Mass är ett studioalbum av Triptyk, utgivet på Warner Music Group 2001. På skivan medverkar Johan Hedin (nyckelharpa), Ola Bäckström (fiol, viola d'amore) och Jonas Knutsson (saxofon).

## Låtlista
1. "Det är en ros utsprungen" (Svensk psalm nummer 113) (Michael Praetorius)
2. "Jul, jul, strålande jul" (Gustaf Nordqvist)
3. "Kling no klocka" (trad.)
4. "Betlehems stjärna" ("Gläns över sjö och strand") (Ivar Widéen)
5. "Nalkas den signade juletiden" (Ejnar Eklöf)
6. "Staffan och Herodes" (trad.)
7. "Ding Dong! Merrily on High" (trad.)
8. "Maria går i törnesnår" (anon.)
9. "När det lider mot jul" ("Det strålar en stjärna") (Ruben Liljefors)
10. "Stig in Lucia, stig in" (Solwig Hernth-Grippet)
11. "This Is the Truth" (trad.)
12. "Bereden väg för herran" (svensk psalm nummer 103) (trad.)
13. "Ett barn är fött på denna dag" (trad.)